# Ухуру
Ухуру — перший орбітальний рентгенівський телескоп. 
Запущений 12 грудня 1970 року з італійської плавучої платформи Сан-Марко поблизу кенійського узбережжя. Це був перший запуск американського супутника іншою країною.
Супутник назвали «Ухуру», що мовою суахілі означає «воля», оскільки запуск було здійснено у сьому річницю незалежності Кенії.
Супутник було розраховано на шість місяців експлуатації. Фактично, телескоп працював більше двох років — до березня 1973-го. За його спостереженнями було відкрито кілька сотень рентгенівських джерел.